# Mycterophora inexplicata
Mycterophora inexplicata là một loài bướm đêm trong họ Erebidae.